# Zbór Kościoła Adwentystów Dnia Siódmego w Szarowie
Zbór Kościoła Adwentystów Dnia Siódmego w Szarowie – zbór adwentystyczny w Szarowie, należący do okręgu łódzkiego diecezji wschodniej Kościoła Adwentystów Dnia Siódmego w RP.
Pastorem zboru jest kazn. sen. Wojciech Stelmach. Nabożeństwa odbywają w kościele w Szarowie pod nr 27 każdej soboty o godz. 9.30.